# Троица (село в Болгарии)
Троица (болг. Троица) — село в Болгарии. Находится в Шуменской области, входит в общину Велики-Преслав. Население составляет 755 человек.

## Политическая ситуация
В местном кметстве Троица, в состав которого входит Троица, должность кмета (старосты) исполняет Христина Миткова Йорданова (Национальное движение «Симеон Второй» (НДСВ)) по результатам выборов правления кметства.
Кмет (мэр) общины Велики-Преслав — Димо Петров Бодуров (ГЕРБ) по результатам выборов в правление общины.